# Pimpinella flexuosa
Pimpinella flexuosa är en flockblommig växtart som beskrevs av Jonathan S. Stokes. Pimpinella flexuosa ingår i släktet bockrötter, och familjen flockblommiga växter. Inga underarter finns listade i Catalogue of Life.